# Cupcakke
Элизабет Эден Харрис (англ. Elizabeth Eden Harris; род. 31 мая 1997, Чикаго, Иллинойс, США), более известная под псевдонимом CupcakKe (Капкейк) — американская певица, хип-хоп-исполнительница, автор текстов.
Харрис начала свою карьеру в качестве рэпера, загрузив в интернет свои треки в конце 2012 года. В 2015 году две её песни, «Deepthroat» и «Vagina», стали вирусными на видео-ресурсах, таких как YouTube и WorldStarHipHop. Позже эти песни были включены в её дебютный микстейп, Cum Cake (2016), который был помещён на двадцать третью позицию в рейтинге журнала Rolling Stone «Лучшие рэп-альбомы 2016».
Её второй микстейп, S.T.D (Shelters to Deltas), был выпущен в 2016 году и был включён в обновившийся список Rolling Stone «Лучшие рэп-альбомы 2016». Cupcakke также попала в обзоры таких изданий как Complex и The Fader.
В том же году выходит её дебютный студийный альбом Audacious. Её второй студийный альбом Queen Elizabitch был выпущен в 2017 году. В 2018 году последовал третий студийный альбом Ephorize. Позже, в 2018 году, Cupcakke выпускает четвёртый альбом под названием Eden.
Cupcakke известна своей гиперсексуализированной, наглой и часто смешной манерой исполнения треков, подобный образ она использует и в поведении в жизни. С момента своего дебюта Элизабет приобрела сильную фанбазу, которая носит название «slurpers». Она использует свои песни для привлечения внимания к правам ЛГБТ-сообщества, к проблемам расизма, а также для расширения прав и возможностей женщин.

## Биография
Харрис родилась в Чикаго, штат Иллинойс. Детство провела на Кинг Драйв, неподалеку от Парквей Гарденс. Элизабет воспитывалась одной матерью, а с семилетнего возраста в приютах для бездомных. Азы музыкального образования она получила в возрасте десяти лет, обучаясь в церковно-приходской школе в Чикаго. Также она практиковалась в написании религиозной поэзии. Однако в тринадцать лет музыкальные пристрастия Элизабет поменялись, и она увлеклась рэп-культурой. Влияние на её творчество оказали такие реперы как 50 Cent, Лил Ким и Da Brat.

## Музыкальная карьера

### 2012—2014: Ранний период
Свой первый видеоклип «Gold Digger» Харрис загрузила на официальный канал на YouTube в августе 2012 года, видео стало вирусным. На момент выхода первого видео ей было всего 14 лет. Однако, несмотря на популярность, ролик был удален. В течение нескольких лет она продолжала выпускать новые треки и видео, после чего ей удалось собрать более 100 000 подписчиков на канале.

### 2015—2016:Cum Cake,S.T.D. (Shelters to Deltas)иAudacious
В октябре 2015 года на канал был залит видеоклип на песню «Vagina», через месяц — «Deepthroat». Оба ролика стали популярными и обсуждались в социальных сетях. Харрис упрекали в чрезмерной сексуальности и грубости текстов и сцен роликов. Позже песни стали синглами из дебютного микстейпа Cum Cake, который вышел в феврале 2016 года. Также туда вошли треки «Juicy Coochie», «Tit for Tat» и «Pedophile». В статье журнала Pitchfork о микстейпе значилось: «Хорошо продуманный с песнями о любви, потерях и трудностях, с которыми встречается сегодняшний чикагский репер». Трек «Pedophile» также был отмечен за мощную лирику.
В июне того же года Харрис выпускает второй микстейп S.T.D. (Shelters to Deltas), ведущим синглом с которого стал трек «Best Dick Sucker». Данный микстейп попал в список лучших рэп-альбомов 2016 года по версии журнала Rolling Stone.
В октябре 2016 года Капкейк выпустила свой дебютный альбом Audacious, лид-синглом с которого стала песня «Picking Cotton», посвящённая жестокости полиции в отношении афроамериканцев. К другим синглам на альбоме, таким как «Spider-Man Dick» и «LGBT» были выпущены музыкальными видео.

### 2017—2018:Queen Elizabitch,EphorizeиEden

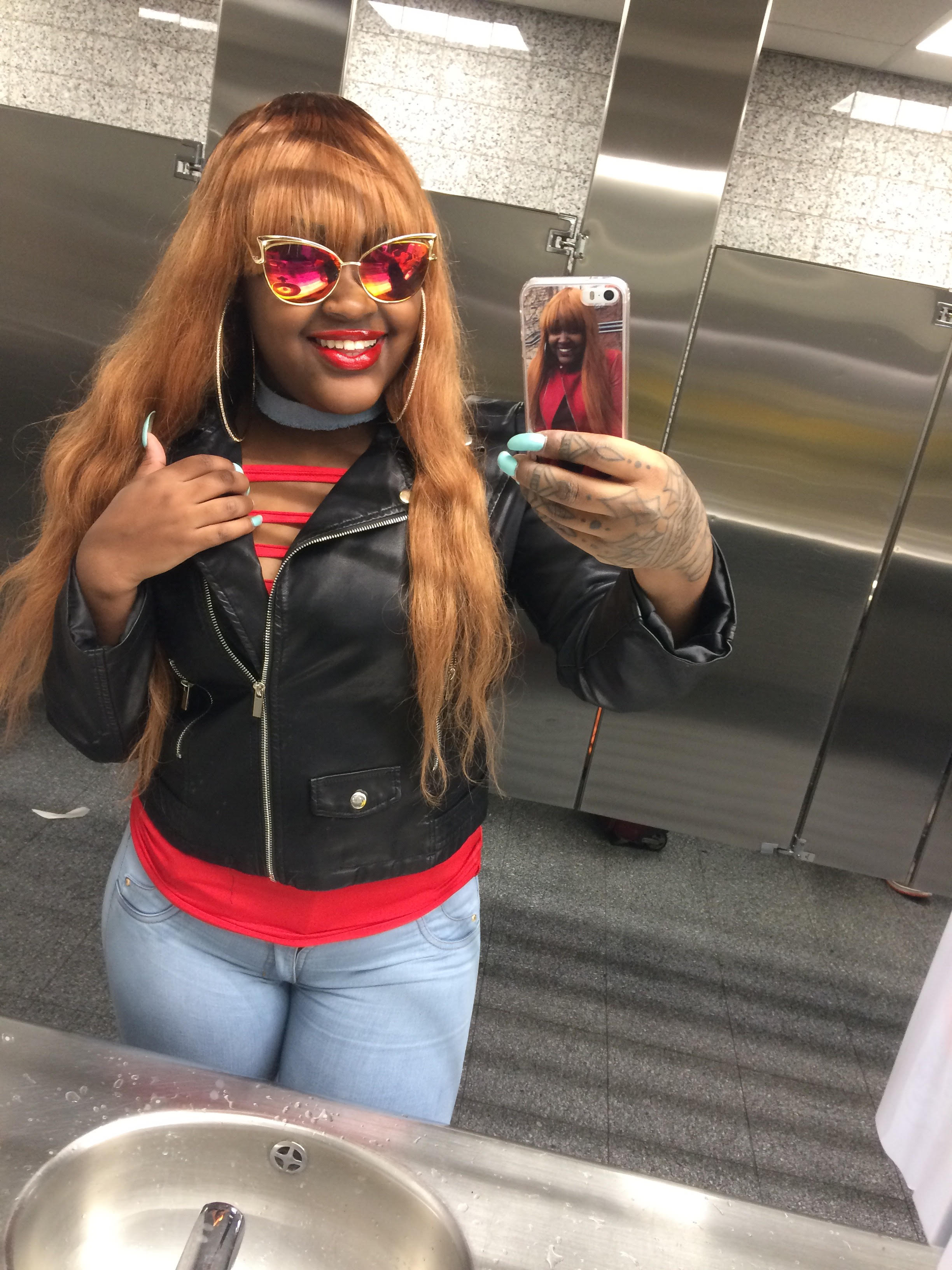
Капкейк в 2017 году

В феврале 2017 года Харрис выпустила трек «Cumshot», который послужил ведущим синглом её второго студийного альбома. 7 марта Charli XCX представила свою новую песню «Lipgloss», записанную при участии Капкейк.
24 марта 2017 года Капкейк официально объявила о выходе своего второго студийного альбома под названием Queen Elizabitch, который был выпущен 31 марта 2017 года. В издании Stereogum отметили, что «Капкейк пишет актуальные треки, связанные с политическими тенденциями и тенденциями социальными, которые помогут пробиться ей к широкой аудитории».
7 апреля Queen Elizabitch был удален из всех магазинов, которые осуществляют продажу лонгплея из-за проблем с авторскими правами, однако неделю спустя альбом вернулся в продажу.
18 апреля Капкейк отправилась в турне The Marilyn Monhoe Tour в поддержку нового альбома. Также в концертах принимают участие K.I.D и другие приглашённые артисты. После завершения данного тура Элизабет записала несколько новых песен в качестве приглашённого артиста.
В августе 2017 года Капкейк отправляется в очередной мини-тур Queen Elizabitch Tour по городам США.
В начале сентября Капкейк объявила о выходе своего нового сингла «Exit», который стал доступен на цифровых платформах для загрузки 15 сентября. 10 ноября состоялась премьера второго сингла в поддержку альбома — «Cartoons».
5 января 2018 года вышел третий студийный альбом Элизабет — Ephorize. Новый альбом был оценен в 8.3 балла и удостоился отметки «Best New Album» от авторитетного издания «Pitchfork». Это третий самый высокооцененный женский хип-хоп альбом за всю историю издания.
В октябре—декабре 2018 года Капкейк должна была выступать на разогреве в туре Игги Азалии «The Bad Girls Tour», однако вскоре стало известно, что Капкейк не примет участие в туре, позднее тур был вовсе отменен.
9 ноября 2018 состоялся релиз четвёртого студийного альбома Eden.

### 2019 — настоящее: Уход со сцены и возвращение

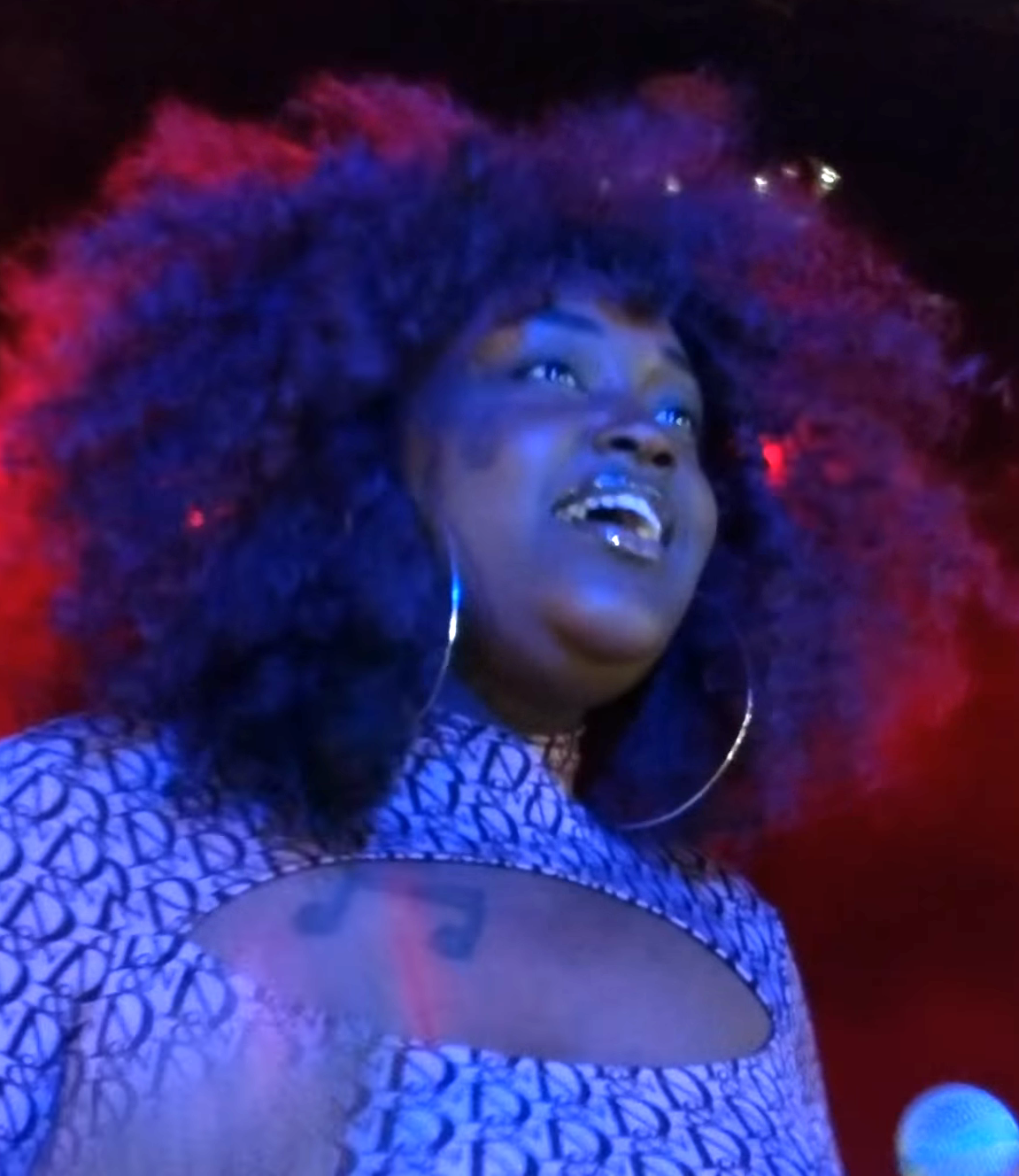
На концерте в 2018 году.

17 апреля 2019 года выпустила ремикс на песню Lil Nas X «Old Town Road» под названием «Old Town Hoe».
В сентябре 2019 года Харрис объявила о своем уходе в прямом эфире Instagram, заявив: «этот live станет последним видео, которое вы все [увидите] от меня». Она заявила, что больше не будет выпускать музыку для публики и что она удалит свою музыку со всех потоковых платформ. В том же прямом эфире Харрис объявила, что она отменит свой тур 10k Giveaway, поскольку, как она слезно объяснила, она «развращает молодёжь» своими похабными песнями. Также она добавила, что ей было неприятно видеть детей в видеороликах и молодых людей на её шоу, поющих вместе её откровенные песни, и сказала: «Я хочу отправиться на небеса после этого. Я не хочу идти в ад». Харрис также сказала поклонникам, что у нее «игровая зависимость» и что она потеряла $700 000 в казино в сентябре 2018 года. Она завершила видео, поблагодарив своих поклонников за их поддержку и за спасение её и её семьи от бедности, которую они испытывали до начала карьеры Харрис в музыке.
Аккаунты Харрис в Instagram и Twitter были деактивированы после окончания прямой трансляции, но были повторно активированы через несколько недель и оставались неактивными. Её музыка также по-прежнему доступна на потоковых платформах, однако все видеоклипы были удалены с канала на YouTube.
Многие поклонники связали «уход из соцсетей» с недавними психологическими проблемами рэперши.
6 ноября 2019 года Харрис изменила свой профиль Instagram и опубликовала черное фоновое изображение с белым текстом, гласящим: «Иисус постился в течение 40 дней, и я тоже… Ноя. 16».
17 ноября 2019 года Капкейк выступила на фестивале «Adult Swim Festival», что ознаменовало её возвращение в соцсети. Многие заметили изменение во внешнем виде артистки — она заметно сбавила в килограммах; сама Харрис прокомментировала это так: «В моё горло в течение месяца не попадало ничего, кроме воды».
29 декабря Харрис объявила, что заключила контракт на восемь миллионов долларов c лейблом RED Music (входит в состав Sony Music Entertainment).
26 июня 2020 года Капкейк выпустила трек «Discounts». Он смог занять первое место в iTunes абсолютно без какого-либо промо. Она стала первой независимой рэп-исполнительницей, которая возглавила iTunes без лейбла.
1 марта 2021 года сингл «Deepthroat» получил золотую сертификацию от RIAA за продажи превысившие 500 000 копий.
В июне 2021 года журнал Rolling Stone сообщил, что Капкейк будет ведущей реалити-шоу «Hot Haus» на OutTV с Тиффани Поллард.

## Личная жизнь
8 января 2019 года исполнительница хотела покончить жизнь самоубийством. Она написала несколько твитов о предательстве и оскорбительном, жестоком поведении со стороны мужчин, а следом было опубликовано сообщение «я собираюсь совершить самоубийство».

## Благотворительность
Капкейк часто посылает деньги своим поклонникам, которые находятся в трудном финансовом положении, а также делает благотворительные взносы и покупает подарки и игрушки для приютов. Рэперша написала в своем «Twitter» следующее: «Какой смысл иметь деньги, если ты ими не можешь поделиться?».

## Дискография

### Альбомы

#### Студийный альбомы
| Audacious                                                                          | - Выпущен: 14 октября 2016 - Формат(ы): CD, цифровая дистрибуция - Лейбл: Независимое издание | — | —  | — |
| Queen Elizabitch                                                                   | - Выпущен: 31 марта 2017 - Формат(ы): CD, цифровая дистрибуция - Лейбл: Независимое издание   | — | —  | — |
| Ephorize                                                                           | - Выпущен: 5 января 2018 - Формат(ы): CD, цифровая дистрибуция - Лейбл: Независимое издание   | 2 | 18 | 6 |
| Eden                                                                               | - Выпущен: 9 ноября 2018 - Формат(ы): CD, цифровая дистрибуция - Лейбл: Независимое издание   | — | —  | — |
| Символ «—» означает, что альбом не попал в чарт или не выпускался в данной стране. |                                                                                               |   |    |   |

#### Микстейпы
| Название                   | Детали                                                                                       |
| -------------------------- | -------------------------------------------------------------------------------------------- |
| Cum Cake                   | - Выпущен: 9 февраля 2016 - Формат(ы): CD, цифровая дистрибуция - Лейбл: Независимое издание |
| S.T.D (Shelters to Deltas) | - Выпущен: 19 июня 2016 - Формат(ы): CD, цифровая дистрибуция - Лейбл: Независимое издание   |

### Синглы

#### Как главный артист
| Название                                        | Год  | Наивысшая позиция | Наивысшая позиция | Наивысшая позиция | Наивысшая позиция | Наивысшая позиция | Альбом                     |
| Название                                        | Год  | US Dig.           | US R&B/HH Dig.    | US Rap Dig.       | SCO               | UK Down.          | Альбом                     |
| ----------------------------------------------- | ---- | ----------------- | ----------------- | ----------------- | ----------------- | ----------------- | -------------------------- |
| «Vagina»                                        | 2015 | —                 | —                 | —                 | —                 | —                 | Cum Cake                   |
| «Deepthroat»                                    | 2015 | —                 | —                 | —                 | —                 | —                 | Cum Cake                   |
| «Juicy Coochie»                                 | 2016 | —                 | —                 | —                 | —                 | —                 | Cum Cake                   |
| «Best Dick Sucker»                              | 2016 | —                 | —                 | —                 | —                 | —                 | S.T.D (Shelters to Deltas) |
| «Panda» (Remix)                                 | 2016 | —                 | —                 | —                 | —                 | —                 | S.T.D (Shelters to Deltas) |
| «Doggy Style»                                   | 2016 | —                 | —                 | —                 | —                 | —                 | S.T.D (Shelters to Deltas) |
| «Picking Cotton»                                | 2016 | —                 | —                 | —                 | —                 | —                 | Audacious                  |
| «Spider-Man Dick»                               | 2016 | —                 | —                 | —                 | —                 | —                 | Audacious                  |
| «Budget»                                        | 2016 | —                 | —                 | —                 | —                 | —                 | Audacious                  |
| «LGBT»                                          | 2016 | —                 | —                 | —                 | —                 | —                 | Audacious                  |
| «Cumshot»                                       | 2017 | —                 | —                 | —                 | —                 | —                 | Queen Elizabitch           |
| «Biggie Smalls»                                 | 2017 | —                 | —                 | —                 | —                 | —                 | Queen Elizabitch           |
| «Exit»                                          | 2017 | —                 | —                 | —                 | —                 | —                 | Ephorize                   |
| «Cartoons»                                      | 2017 | —                 | —                 | —                 | —                 | —                 | Ephorize                   |
| «Quiz»                                          | 2018 | —                 | —                 | —                 | —                 | —                 | Eden                       |
| «Blackjack»                                     | 2018 | —                 | —                 | —                 | —                 | —                 | Eden                       |
| «Dangled»                                       | 2018 | —                 | —                 | —                 | —                 | —                 | Eden                       |
| «Squidward Nose»                                | 2019 | —                 | —                 | —                 | —                 | —                 | вне альбома                |
| «Bird Box»                                      | 2019 | —                 | —                 | —                 | —                 | —                 | вне альбома                |
| «Ayesha»                                        | 2019 | —                 | —                 | —                 | —                 | —                 | вне альбома                |
| «Whoregasm»                                     | 2019 | —                 | —                 | —                 | —                 | —                 | вне альбома                |
| «Grilling Niggas»                               | 2019 | —                 | —                 | —                 | —                 | —                 | вне альбома                |
| «Lawd Jesus»                                    | 2020 | —                 | —                 | —                 | —                 | —                 | вне альбома                |
| «Lemon Pepper»                                  | 2020 | —                 | —                 | —                 | —                 | —                 | вне альбома                |
| «Discounts»                                     | 2020 | 10                | 6                 | 5                 | 70                | 78                | вне альбома                |
| «Elephant»                                      | 2020 | —                 | —                 | —                 | —                 | —                 | вне альбома                |
| «Gum»                                           | 2020 | —                 | —                 | —                 | —                 | —                 | вне альбома                |
| «How to Rob (Remix)»                            | 2020 | —                 | —                 | —                 | —                 | —                 | вне альбома                |
| «The Gag Is»                                    | 2020 | —                 | —                 | —                 | —                 | —                 | вне альбома                |
| «Back In Blood (Remix)»                         | 2021 | —                 | —                 | —                 | —                 | —                 | вне альбома                |
| «Mickey»                                        | 2021 | —                 | —                 | —                 | —                 | —                 | вне альбома                |
| «Mosh Pit»                                      | 2021 | —                 | 10                | —                 | —                 | —                 | вне альбома                |
| «Moonwalk»                                      | 2021 | —                 | —                 | —                 | —                 | —                 | вне альбома                |
| «Huhhhhh»                                       | 2021 | —                 | —                 | —                 | —                 | —                 | вне альбома                |
| «Marge Simpson»                                 | 2021 | —                 | —                 | —                 | —                 | —                 | вне альбома                |
| «PTPOM» (Shemix)                                | 2022 | —                 | —                 | —                 | —                 | —                 | вне альбома                |
| «H2hoe»                                         | 2022 | —                 | —                 | —                 | —                 | —                 | вне альбома                |
| Символ «—» означает, что сингл не попал в чарт. |      |                   |                   |                   |                   |                   |                            |

#### Как приглашённый артист
| Название                                                                      | Год  | Альбом                     |
| ----------------------------------------------------------------------------- | ---- | -------------------------- |
| «Man Pussy» M.A.N. II при участии Cupcakke)                                   | 2016 | 204ever                    |
| «Cabbage (Remix) (Ladies and Fellas)» ETSWHORE при участии Cupcakke)          | 2016 | вне альбома                |
| «Pu$$y Market» Gumball Machine при участии Cupcakke)                          | 2016 | Professional Fame          |
| «PÜ$$Y (RemiXXX)» George G при участии Cupcakke)                              | 2016 | вне альбома                |
| «2 Bad Azz Bitches» Brian Castle при участии Cupcakke)                        | 2016 | вне альбома                |
| «Situation» Xavi Got Bars при участии Cupcakke)                               | 2016 | вне альбома                |
| «Trouble in Hollywood!» (Mise Darling при участии Cupcakke)                   | 2016 | Plastic Love               |
| «Boy» (K.I.D. при участии Cupcakke)                                           | 2017 | Poster Child               |
| «Get Ya Shine On» (So Drove при участии CupcakKe, Kreayshawn и TT The Artist) | 2017 | вне альбома                |
| «Loverboy» (Nico Raimont при участии Cupcakke)                                | 2017 | вне альбома                |
| «Queens of the Streets» (Petey Plastic при участии Cupcakke)                  | 2017 | вне альбома                |
| «Lick You» (Dante Dcasso при участии Cupcakke)                                | 2017 | вне альбома                |
| «Party Like a Pornstar» (Jamez Hunter при участии Cupcakke)                   | 2017 | вне альбома                |
| «Falling Fast» (совместно с Tucker William)                                   | 2018 | Falling Fast — The Remixes |
| «Ass & Titties» (Kazzie при участии Cupcakke)                                 | 2018 | вне альбома                |
| «School Night» (Greer при участии Cupcakke)                                   | 2018 | вне альбома                |
| «No Fats, No Femmes» (Big Momma при участии Cupcakke)                         | 2018 | вне альбома                |
| «Bitter Chocolate» (Sage Charmaine при участии Cupcakke)                      | 2018 | вне альбома                |
| «Ripe» (Banoffee при участии Cupcakke)                                        | 2020 | Look at Us Now Dad         |
| «Shake Sum» (Kidd Kenn при участии Cupcakke)                                  | 2020 | Child’s Play               |
| «Down» (MkX при участии Cupcakke)                                             | 2020 | вне альбома                |

#### Промосинглы
| Название               | Год  | Альбом           |
| ---------------------- | ---- | ---------------- |
| «Image»                | 2016 | Cum Cake         |
| «Pedophile»            | 2016 | Cum Cake         |
| «Mistress»             | 2016 | Audacious        |
| «Ace Hardware»         | 2016 | Audacious        |
| «33rd»                 | 2017 | Queen Elizabitch |
| «Quick Thought»        | 2017 | Queen Elizabitch |
| «Barcodes»             | 2017 | Queen Elizabitch |
| «Fullest»              | 2018 | Ephorize         |
| «Duck Duck Goose»      | 2018 | Ephorize         |
| «Crayons»              | 2018 | Ephorize         |
| «Spoiled Milk Titties» | 2018 | Ephorize         |
| «Hot Pockets»          | 2018 | вне альбома      |
| «Old Town Hoe» (Remix) | 2019 | вне альбома      |
| «Crazy Story» (Remix)  | 2019 | вне альбома      |

### Другие песни
| Название                   | Год  | Другой артист                                                 | Альбом                      |
| -------------------------- | ---- | ------------------------------------------------------------- | --------------------------- |
| «Lipgloss»                 | 2017 | Charli XCX                                                    | Number 1 Angel              |
| «I Got It»                 | 2017 | Charli XCX при участии Brooke Candy, Cupcakke и Pabllo Vittar | Pop 2                       |
| «Iced Out Dick»            | 2018 | LIL PHAG и Dr. Woke                                           | God Hates Lil Phag          |
| «LMK (What’s Really Good)» | 2018 | Kelela, Princess Nokia, Junglepussy, Ms. Boogie               | Take Me a_Part, the Remixes |
| «Safari Zone»              | 2019 | Aja                                                           | BOX Office                  |
| «Shake It»                 | 2019 | Charli XCX, Big Freedia, Brooke Candy, Паблло Виттар          | Charli                      |

## Видеография

### Музыкальные видео

#### Как главный артист
| Название                         | Год  | Режиссёр         |
| -------------------------------- | ---- | ---------------- |
| «Gold Digger»                    | 2012 | неизвестен       |
| «Money»                          | 2012 | Эдви Эскотт      |
| «Simple As That»                 | 2013 | неизвестен       |
| «Nutty Freestyle»                | 2013 | YNF Absolute     |
| «Reality»                        | 2014 | неизвестен       |
| «Figgas Over Niggas»             | 2014 | Эдви Эскотт      |
| «Image»                          | 2015 | неизвестен       |
| «Deepthroat»                     | 2015 | неизвестен       |
| «Exceptions»                     | 2015 | неизвестен       |
| «Juicy Coochie»                  | 2016 | неизвестен       |
| «Pedophile»                      | 2016 | неизвестен       |
| «Muve» (при участии Big Meechie) | 2016 | неизвестен       |
| «Short Bus» (при участии Kilo)   | 2016 | неизвестен       |
| «Tit 4 Tat»                      | 2016 | неизвестен       |
| «Best Dick Sucker»               | 2016 | неизвестен       |
| «Opportunity»                    | 2016 | Blayke Bz        |
| «Doggy Style»                    | 2016 | Blayke Bz        |
| «Motherlands»                    | 2016 | Blayke Bz        |
| «Sweet N Low»                    | 2016 | неизвестен       |
| «Interruption»                   | 2016 | неизвестен       |
| «Picking Cotton»                 | 2016 | неизвестен       |
| «Budget»                         | 2016 | неизвестен       |
| «LGBT»                           | 2016 | Брендон Холмс    |
| «Ace Hardware»                   | 2017 | Брендон Холмс    |
| «Homework»                       | 2017 | Брендон Холмс    |
| «Mistress»                       | 2017 | Брендон Холмс    |
| «Cumshot»                        | 2017 | неизвестен       |
| «Reality Pt 4»                   | 2017 | неизвестен       |
| «Quick Thought»                  | 2017 | Брендон Холмс    |
| «CPR»                            | 2017 | неизвестен       |
| «Biggie Smalls»                  | 2017 | неизвестен       |
| «33rd»                           | 2017 | Брендон Холмс    |
| «Barcodes»                       | 2017 | Брендон Холмс    |
| «Scraps»                         | 2017 | Брендон Холмс    |
| «Exit»                           | 2017 | Брендон Холмс    |
| «Cartoons»                       | 2017 | неизвестен       |
| «Duck Duck Goose»                | 2018 | неизвестен       |
| «Fullest»                        | 2018 | Брендон Холмс    |
| «Crayons»                        | 2018 | неизвестен       |
| «Who Run It (G Herbo Remix)»     | 2018 | Брендон Холмс    |
| «Spoiled Milk Titties»           | 2018 | неизвестен       |
| «Quiz»                           | 2018 | Логан Филдс      |
| «Hot Pockets»                    | 2018 | Логан Филдс      |
| «Blackjack»                      | 2018 | Эллиотт Селлерс  |
| «Dangled»                        | 2018 | Логан Филдс      |
| «Squidward Nose»                 | 2019 | Джон Ирли        |
| «Bird Box»                       | 2019 | A Zae Production |
| «Old Town Hoe» (Remix)           | 2019 | неизвестен       |
| «Crazy Story» (Remix)            | 2019 | неизвестен       |
| «Whoregasm»                      | 2019 | неизвестен       |
| «Grilling Niggas» / «Lawd Jesus» | 2020 | Логан Филдс      |
| «Discounts»                      | 2020 | неизвестен       |
| «Mickey»                         | 2021 | A Zae Production |
| «Mosh Pit»                       | 2021 | A Zae Production |
| «Marge Simpson»                  | 2021 | Elliott Sellers  |

#### Как приглашённый артист
| Название                                                                      | Год  | Режиссёр          |
| ----------------------------------------------------------------------------- | ---- | ----------------- |
| «Hood Rich» (Zachariah при участии CupcakKe)                                  | 2016 | неизвестен        |
| «Like A Snapback» (Benzo Fly при участии CupcakKe)                            | 2016 | неизвестен        |
| «Man Pussy» (Miké при участии CupcakKe)                                       | 2016 | неизвестен        |
| «Pu$$y Market» (Gumball Machine при участии CupcakKe)                         | 2016 | Haftom Khassai    |
| «Situations» (Xavi Got Bars при участии CupcakKe)                             | 2016 | неизвестен        |
| «Get Ya Shine On» (So Drove при участии CupcakKe, Kreayshawn и TT the Artist) | 2017 | Джеймс Томас Марш |
| «Drip» (Keiston при участии CupcakKe)                                         | 2018 | неизвестен        |

## Туры
- The Marilyn Monhoe Tour (2017)[89]
- Queen Elizabitch Tour (2017)[90]
- The Ephorize Tour (2018)[91]
- The Eden Tour (2018—2019)[92]
- 10k Giveaway (2019, отменён)